# Buzancy, Ardennes

Buzancy este o comună în departamentul Ardennes din nordul Franței. În 1 ianuarie 2022 avea o populație de 381 de locuitori.